# Elektrisk svingningskreds
 For alternative betydninger, se svingningskreds.
En elektronisk svingningskreds består af en spole og en kondensator, der energimæssigt er koblet tæt sammen - i serie med hinanden - eller ækvivalent - parallelt med hinanden.
Afhængig af hvordan hovedindkoblingen til svingningskredsen og hovedudkoblingen er, kaldes det en parallelsvingningskreds (eller rettere parallelkoblet svingningskreds) hvis der kobles højimpedanset ind parallelt over en del af eller hele spolen eller kondensatoren – eller en seriesvingningskreds (eller rettere seriekoblet svingningskreds) hvis der kobles lavimpedanset ind i serie med spolen og/eller kondensatoren.
Når der skrives lavimpedanset eller højimpedanset menes der i forhold til svingningskredsens kondensator og spoles samlede impedans ved resonansfrekvensen.

## Anvendelse
Svingningskredse kan bruges som filtre, hvor det gælder om at fremhæve et større eller mindre frekvensinterval i forhold til resten (eller omvendt - at dæmpe et frekvensinterval i forhold til resten).

## Resonansfrekvens
Kondensatoren og spolen yder hver for sig en vis reaktans ('vekselstrømsmodstand') overfor en vekselspænding. Afhængig af denne vekselspændings frekvens varierer denne reaktans:
- For spolens vedkommende stiger reaktansen ved stigende frekvens.
- Kondensatorens reaktans falder ved stigende frekvens.
- Ved den frekvens hvor komponenternes reaktans er lig hinanden opstår et fænomen der kaldes svingningskredsens resonans.

Hvorledes resonansen udarter afhænger af, hvordan der indkobles til svingningskredsen. I både spoler og kondensatorer opstår der en fasedrejning på 90 grader mellem strøm- og spændingskurver som funktion af tiden:
- I spolen kommer spænding før strøm.
- I kondensatoren kommer strøm før spænding.

Ved resonans i en svingningskreds er enten strøm eller spænding lige stor og modsat rettet i de to komponenter.

## Parallelkobling
Her er spændingen ens for begge komponenter. Strømmen i spolen er i modfase med strømmen i kondensatoren. Der løber altså samlet set ingen strøm gennem kredsen (i praksis vil ohmske tabsmodstande i komponenterne bevirke at der løber en lille strøm). Kredsen må derfor have høj impedans.

## Seriekobling
Her er strømmen ens for begge komponenter. Spændingen over spolen er i modfase med spændingen over kondensatoren. Der ligger altså samlet set ingen spænding over kredsen (i praksis vil ohmske tabsmodstande i komponenterne bevirke at der vil være et mindre spændingsfald). Kredsen må derfor have lav impedans.